# Mulheres em Uganda
As mulheres de Uganda são cerca de 21.693.135 (2018) e representam 50,8% (2018) da população ugandesa.

Da mesma forma que a maioria dos países do mundo, os papeis tradicionais das mulheres em Uganda são freqüentemente considerados subordinados aos dos homens. No entanto, as mulheres em
Uganda tem responsabilidades econômicas e sociais substanciais nas muitas sociedades tradicionais.

## História
Na década de 1980, algumas mulheres nas áreas rurais de Buganda deveriam ajoelhar-se ao falar com um homem. Ao mesmo tempo, porém, as mulheres assumiram as principais responsabilidades pelo cuidado das crianças e pelo cultivo de subsistência, e no século XX, as mulheres fizeram contribuições substanciais para a agricultura.
Embora tradicionalmente tenha sido o papel dos homens controlar as questões financeiras familiares, as mulheres fornecem contribuições econômicas substanciais para suas famílias e para a economia de Uganda. Muitas mulheres relatam que continuam lutando para encontrar oportunidades de emprego e algumas deixam suas comunidades para encontrar oportunidades em outros lugares. Os papéis tradicionais de gênero que foram amplamente revitalizados pela influência evangélica dos EUA, afirmam o papel das mulheres com base nas responsabilidades domésticas. Portanto, o emprego feminino continua a ser estigmatizado na cultura ugandense. No entanto, houve maiores iniciativas para gerar emprego para mulheres em todo o país..
Em muitos aspectos, as mulheres ugandenses detêm e mantiveram direitos que excederam os das mulheres nas sociedades ocidentais. Muitos ugandenses reconhecem as mulheres como importantes líderes religiosos e comunitários. As mulheres têm o direito de possuir terras, influenciar decisões políticas cruciais tomadas pelos homens e cultivar colheitas para seu próprio lucro. Quando a agricultura se tornou lucrativa, como no sudeste de Uganda, na década de 1920, os homens freqüentemente reivindicavam direitos à terra de propriedade de suas parentes e suas reivindicações eram apoiadas por conselhos locais e tribunais de proteção.
As mulheres começaram a se organizar para exercer seu poder político antes da independência. Em 1960, o Conselho das Mulheres de Uganda, liderado por Edith Mary Bataringaya, aprovou uma resolução exigindo que as leis sobre casamento, divórcio e herança fossem registradas por escrito e divulgadas em todo o país - um primeiro passo para a codificação de práticas costumeiras e modernas. Durante a primeira década de independência, esse conselho também pressionou por reformas legais que concederiam a todas as mulheres o direito de possuir propriedades e reter a custódia de seus filhos se o casamento terminasse.
Durante a década de 1970 e o início da década de 1980, a violência que varreu o Uganda causou um impacto particularmente forte nas mulheres. As dificuldades econômicas foram sentidas primeiro em casa, onde mulheres e crianças careciam de opções econômicas disponíveis para a maioria dos homens. O trabalho das mulheres se tornou mais demorado do que antes; a erosão dos serviços públicos e da infraestrutura reduziu o acesso a escolas, hospitais e mercados. Mesmo viajar para cidades próximas era muitas vezes impossível. No entanto, algumas mulheres ugandenses acreditavam que os anos da guerra fortaleceram sua independência, pois a perturbação da vida familiar normal abriu novos caminhos para a aquisição da independência econômica, e os relatórios do governo sugeriram que o número de mulheres empregadas no comércio aumentou no final da década de 1970 e no início da década de 1980.
O governo de Museveni, no final da década de 1980, prometeu eliminar a discriminação contra as mulheres nas políticas e práticas oficiais. As mulheres são ativas no Exército Nacional da Resistência (NRA), e Museveni nomeou uma mulher, Joan Kakwenzire, para uma comissão de seis membros para documentar abusos dos militares. O governo também decretou que uma mulher representaria cada distrito no Conselho Nacional de Resistência. Além disso, o Banco Comercial de Uganda, operado pelo governo, lançou um plano de crédito rural para tornar os empréstimos agrícolas mais facilmente disponíveis para as mulheres.
Museveni nomeou Joyce Mpanga ministra da Mulher e do Desenvolvimento em 1987 e proclamou a intenção do governo de aumentar os salários das mulheres, aumentar o crédito e as oportunidades de emprego e melhorar a vida das mulheres ugandenses em geral. Em 1989, havia duas mulheres servindo como ministras e três servindo como vice-ministras no gabinete do NRM. As funcionárias públicas e outras profissionais femininas também formaram uma organização, a Ação para o Desenvolvimento, para ajudar as mulheres em áreas devastadas pela guerra, especialmente na região devastada de Luwero, no centro de Uganda.
A Associação de Mulheres Advogadas de Uganda, fundada em 1976, estabeleceu uma clínica de assistência jurídica no início de 1988 para defender as mulheres que enfrentavam a perda de propriedades ou filhos por causa de divórcio, separação ou viuvez. A associação também procurou expandir as oportunidades educacionais para as mulheres, aumentar os pagamentos do apoio à criança (equivalente a US $ 0,50 por mês em 1989) em caso de divórcio, estabelecer bases legais comuns para o divórcio entre homens e mulheres, estabelecer códigos criminais comuns para homens e mulheres, auxiliar mulheres e crianças vítimas de AIDS e implementar programas educacionais em âmbito nacional para informar as mulheres de seus direitos legais.

## Igualdade de gênero

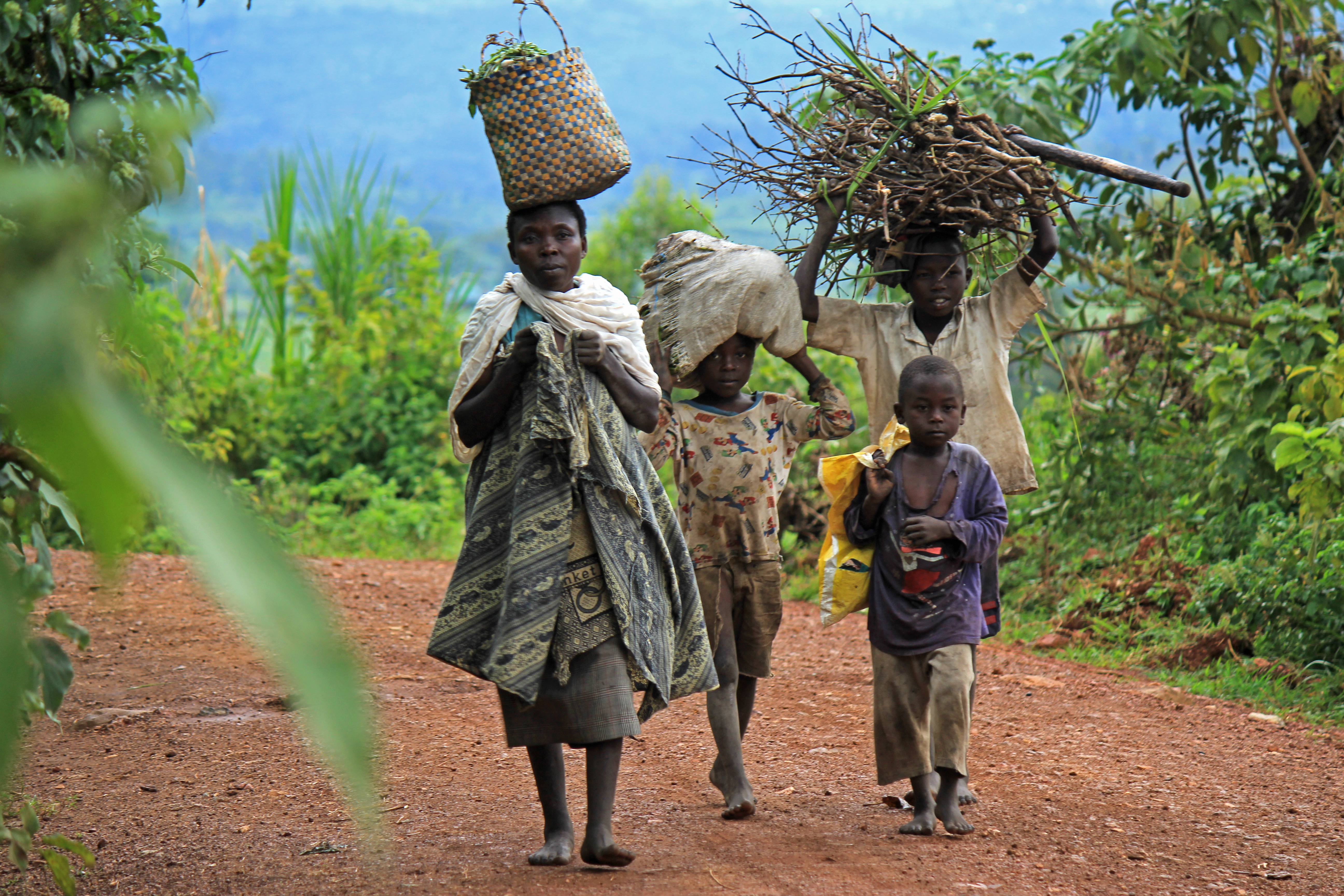
Mãe e filhos carregando produtos e lenha. 76% das mulheres ugandenses trabalham na agricultura

Como em muitos outros países, Uganda enfrenta vários obstáculos em seu movimento em direção à igualdade de gênero. Depois que a igualdade de gênero e o empoderamento das mulheres foram listados como um dos  Objetivos de Desenvolvimento do Milênio da ONU de 2000, o Setor de Justiça, Lei e Ordem da Uganda (JLOS) respondeu em seu relatório anual Gênero e Acesso à Justiça (2001) que aborda vários obstáculos no acesso à justiça. Em 2012, o JLOS informou que, devido ao patriarcado e à falta de igualdade de gênero, a maioria dos pobres são mulheres; muitos dos quais são ignorantes ou privados de certos direitos, como possuir terras. A violência baseada em gênero foi relatada como outro problema. Segundo as autoridades da Força Policial de Uganda, muitos ugandenses aceitam o espancamento de mulheres como uma norma social de longa data. Em 2001, uma pesquisa revelou que 90% das mulheres relataram que "bater em uma esposa ou parceira era justificável em algumas circunstâncias". Um artigo da Reuters de 2018 destacou a preocupação com a violência baseada em gênero na cobertura de uma história envolvendo 20 cadáveres de jovens mulheres ao longo das estradas ao sul de Kampala.
De acordo com o Global Gender Gap 2017 Report, do Fórum Econômico Mundial, Uganda está classificado em 45 dos 144 países, com base em seus quatro indicadores principais: Participação e Oportunidade Econômicas, Desempenho Educacional, Saúde e Sobrevivência e Capacitação Política . De acordo com a seção do cartão de pontuação por país deste relatório, revelou que Uganda ficou em primeiro lugar na matrícula no ensino fundamental e, no entanto, apenas no 127 no ensino médio.Isso significa que, para a maioria das meninas em Uganda, a escolaridade é interrompida antes ou logo após a adolescência. A prática cultural dos pais confiarem mais nas meninas do que nos meninos para as necessidades de trabalho doméstico pode ser uma das principais causas dessa disparidade na educação.Um estudo de 2013 realizado por Martina Björkman-Nyqvist indicou uma queda acentuada nas matrículas escolares para mulheres quando seus domicílios enfrentaram reveses financeiros por falta de chuva/safra ou outros déficits econômicos. E nos distritos onde a escolaridade era gratuita, mostrou uma queda significativa nas notas obtidas pelas alunas durante os tempos de dificuldades econômicas. Enquanto isso, o estudo mostrou que os meninos permaneciam ilesos em ambos os cenários. Sejam choques econômicos, gravidezes indesejadas precoces ou fuga da violência familiar, muitas meninas precisam interromper sua educação prematuramente. Como resultado, essas jovens enfrentam oportunidades reduzidas de trabalho e uma quantidade significativa delas é levada a relacionamentos sexuais prejudiciais ou se vê fazendo sexo em Kampala para sobreviver e sustentar suas famílias.
As ações tomadas para diminuir as lacunas de gênero e trazer justiça serviram como um catalisador para o desenvolvimento, capacitando a mulher ugandense a se apossar de vários direitos, posições e oportunidades. No distrito de Kasese, Uganda Ocidental, o Sistema de Aprendizagem de Ação de Gênero (GALS) fornece treinamento na produção e no comércio dos produtos básicos da nação: café, milho e frutas. Através de iniciativas como essa, as mulheres estão posicionadas para acessar os cuidados de saúde e educação necessários, ajudando-as a escapar da armadilha da pobreza. Os resultados da pesquisa também indicam um declínio na violência baseada no gênero, à medida que as mulheres se tornam as principais contribuintes para reforçar as economias locais. Uma pesquisa do FMI para 2016 constatou muito sucesso no orçamento de gênero em países do Sub-Saara, como Uganda e Ruanda. Quando os fundos direcionados fornecem água limpa e a eletricidade é acessível, a redução das tarefas domésticas diárias torna mais viável ganhar o dinheiro necessário para a educação de uma menina. Por meio de programas de educação e aconselhamento para casais da Organização de Apoio à Aids (TASO), as mulheres aprendem habilidades de assertividade que as ajudam a navegar melhor nas escolhas relacionais e nas práticas sexuais seguras. Clubes como o Empowerment of Livelihood and Adolescents (ELA)  têm o objetivo de ajudar as meninas a evitar a gravidez na adolescência e o casamento menor de idade.
A mudança das normas sociais da velhice foi recebida com alguma resistência e repercussão negativa. Depois de campanhas públicas promovendo os direitos das mulheres, Uganda foi um dos países notados pela Organização Mundial da Saúde a sofrer reação que resultou em violência.Em um estudo de quatro anos em Rakai, Uganda observou uma inquietação generalizada entre mulheres e homens, pois as iniciativas de igualdade desafiavam o conceito de lugar das mulheres no lar e na sociedade em geral. Com as mulheres ganhando mais autonomia financeira e poder em casa, muitas relataram a preocupação de que esse desafio aos papéis tradicionais de gênero possa fazer com que os homens se sintam ameaçados e respondam com violência doméstica. O estudo de Rakai enfatizou a importância de implementar iniciativas comunitárias que possam ampliar os entendimentos culturais ao reconhecer que há muitos benefícios à medida que o empoderamento e a igualdade das mulheres são adotados.

## Poligamia
Uganda é um dos poucos países cristãos a aceitarem a poligamia; a poligamia de Uganda que tem raízes profundas como prática cultural e a da vida muçulmana, é uma questão delicada em Uganda. De fato, o “casamento tradicional” em Uganda inclui a poligamia, o que não é ilegal. Segundo pesquisas da Pew Research Center, 31% dos cristãos ugandenses afirmam ter mais de uma esposa.
As práticas poligínicas de casamento, que permitem a um homem se casar com mais de uma mulher, reforçam alguns aspectos do domínio masculino. No entanto, também deram às mulheres uma arena para cooperar contra o domínio masculino. No Uganda, um homem às vezes concede "status masculino" à sua esposa sênior, permitindo que ela se comporte como igual aos homens e como superior às outras esposas. No século XX, os casamentos políginos representavam laços sociais que não eram legalmente reconhecidos como casamento, deixando as mulheres sem direito legal à herança ou manutenção em caso de divórcio ou viuvez.

## Saúde
De acordo com a Pesquisa Demográfica e de Saúde de Uganda de 2011 (UDHS), o estado de saúde dos ugandenses melhorou desde 1995, muitas mulheres, e especialmente as jovens, têm necessidades não atendidas de planejamento familiar e, enquanto a prevalência do HIV diminuiu desde; nos anos 90, a epidemia continua com as mulheres carregando o maior fardo em termos de acesso ao tratamento e como prestadoras de cuidados.  Em Uganda, a saúde reprodutiva das mulheres está ameaçada pelo acesso limitado a contracepção, diagnóstico e tratamento prematuros de infecções sexualmente transmissíveis, aborto inseguro, cuidados de maternidade não qualificados e tratamentos de infertilidade.
O aborto em Uganda é ilegal, a menos que seja realizado por um médico licenciado que, após uma avaliação clínica e opinião de um especialista, acredite que a gravidez coloca em risco a vida da mulher.

## Violência
Dados da UDHS (2006) mostram que 60% das mulheres em Uganda sofreram SGBV, com uma em quatro mulheres relatando que sua primeira relação sexual foi forçada. A violência contra as mulheres por intimidade
parceiros é comum, inclusive durante a gravidez, quando é prejudicial à saúde da mãe e o feto. Essa violência constitui um grande obstáculo à melhoria da saúde da mulher (OMS, 2003). o relações desiguais de poder dentro dos lares e comunidades predispõem as mulheres a problemas de violência baseada em gênero. Como a maioria das mulheres é pobre e [analfabeta, é incapaz de tomar decisões em comparação com seus colegas do sexo masculino e exigem permissão de seus parceiros para acessar os serviços de saúde. Todos esses fatores os expõem a complicações associadas durante a gravidez e o parto.
O relatório de crimes policiais de Uganda de 2016 indica que os casos de abuso sexual infantil aumentaram 34%, de 13.118 em 2015 para 17.567 em 2016, os casos de estupro relatados, segundo o relatório, também aumentaram de 1.419 para 1.572.
A violência doméstica em Uganda é um problema, tal como ocorre em muitas partes da África, Existe uma profunda crença cultural em Uganda de que é socialmente aceitável agredir uma mulher para discipliná-la. A agressão física de mulheres custa à economia ugandense bilhões de xelins por ano.

## Galeria

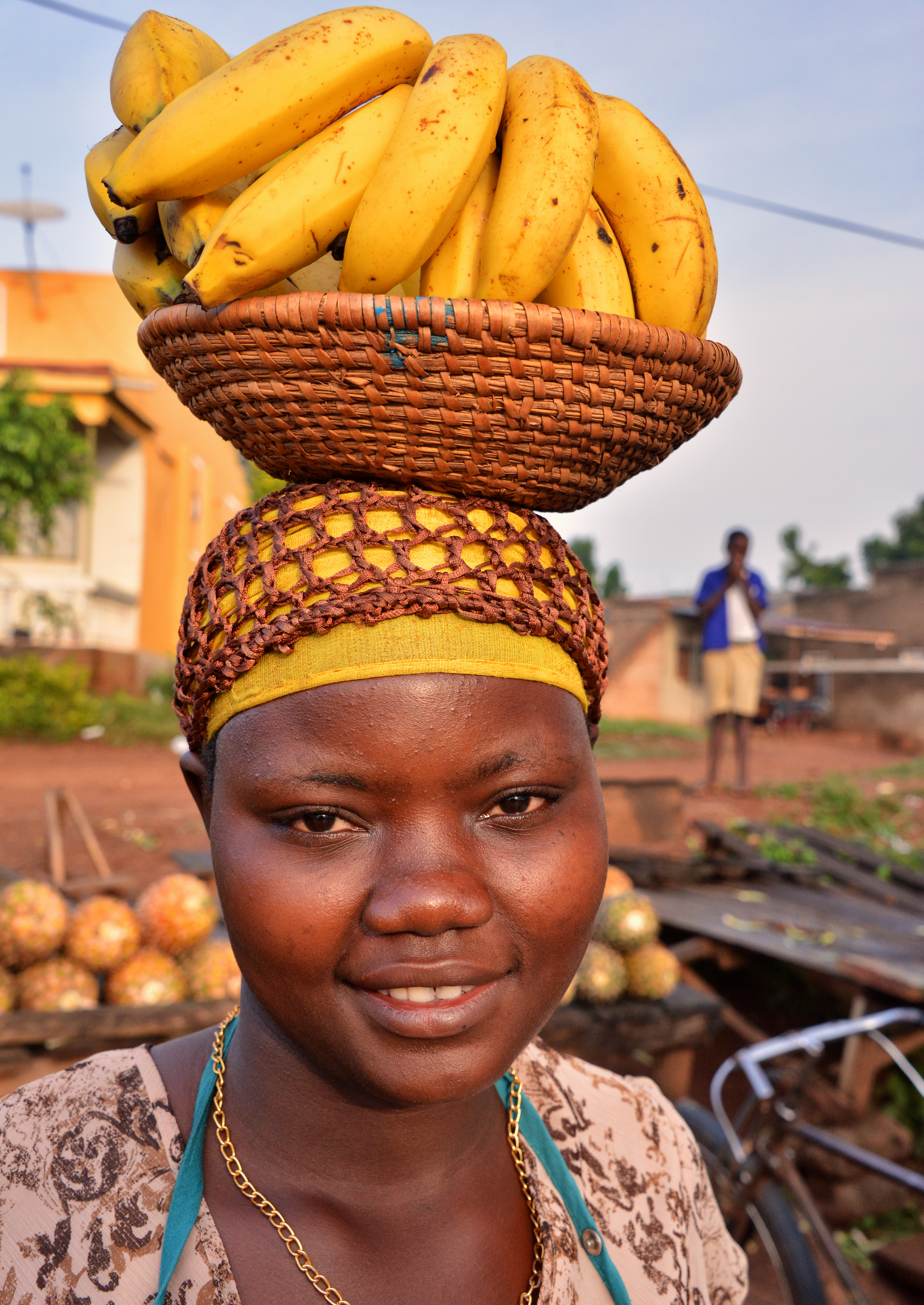
Vendedora de bananas
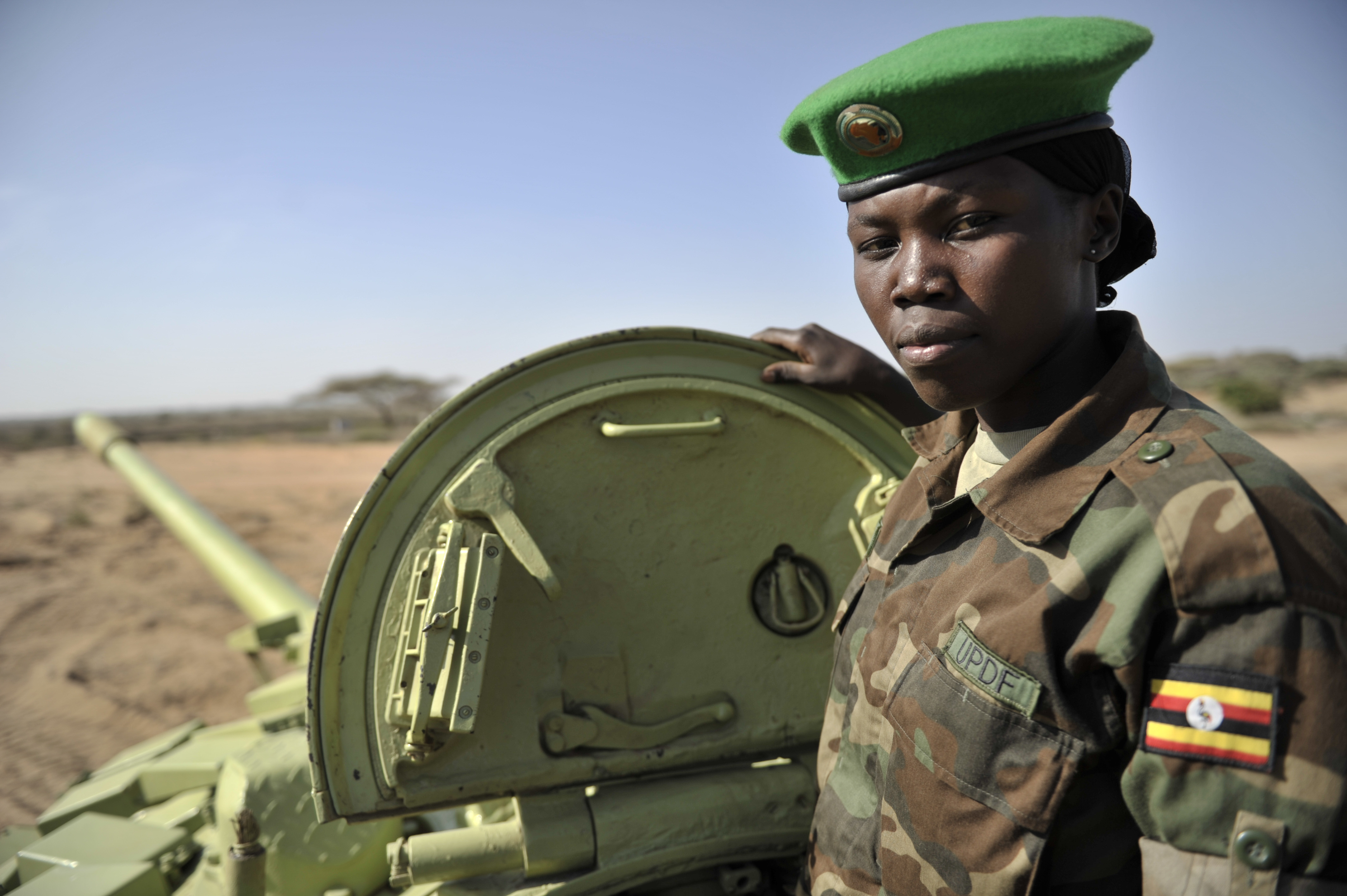
Soldada da Força de Defesa Popular de Uganda
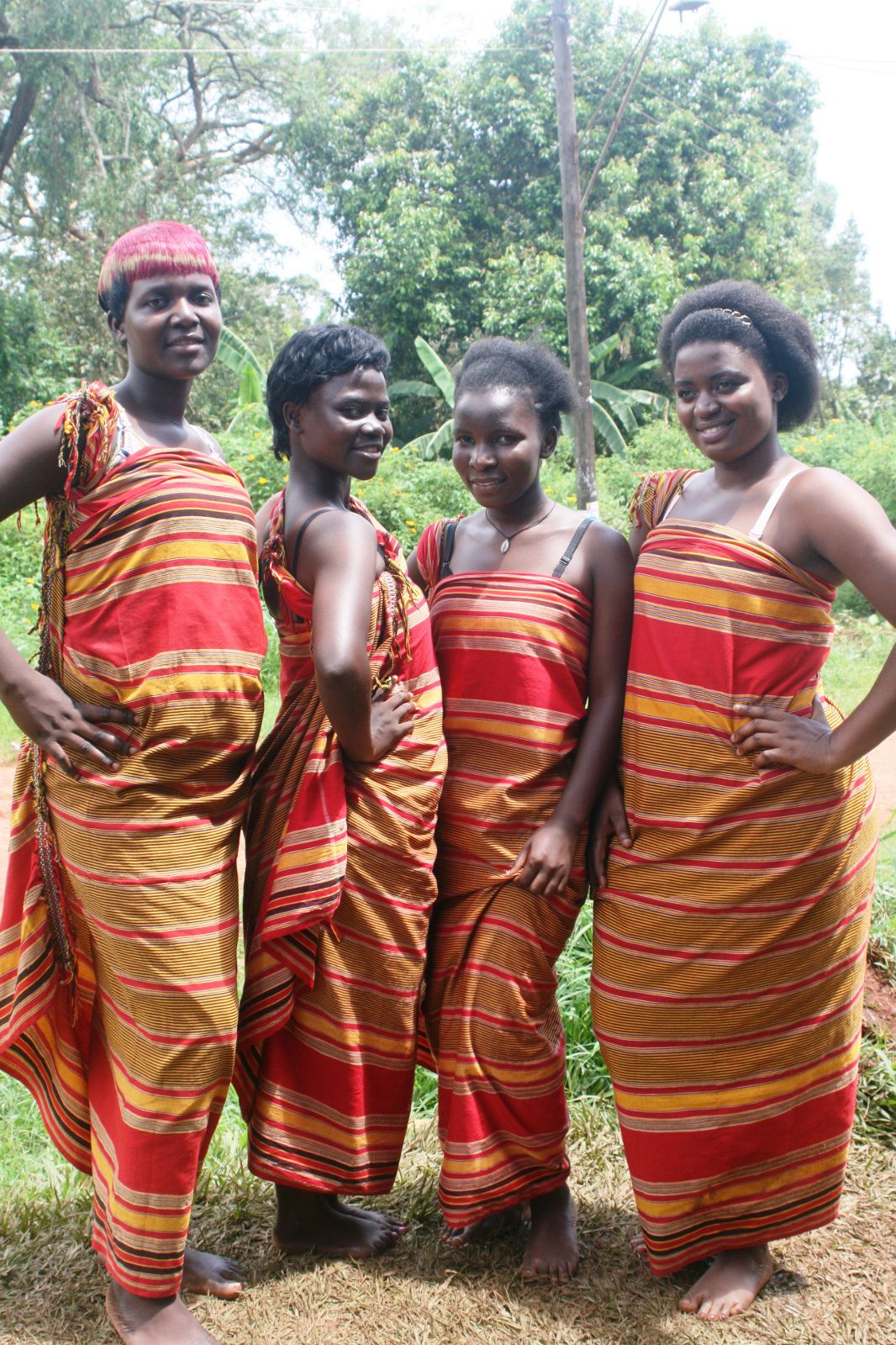
Mulheres bantus
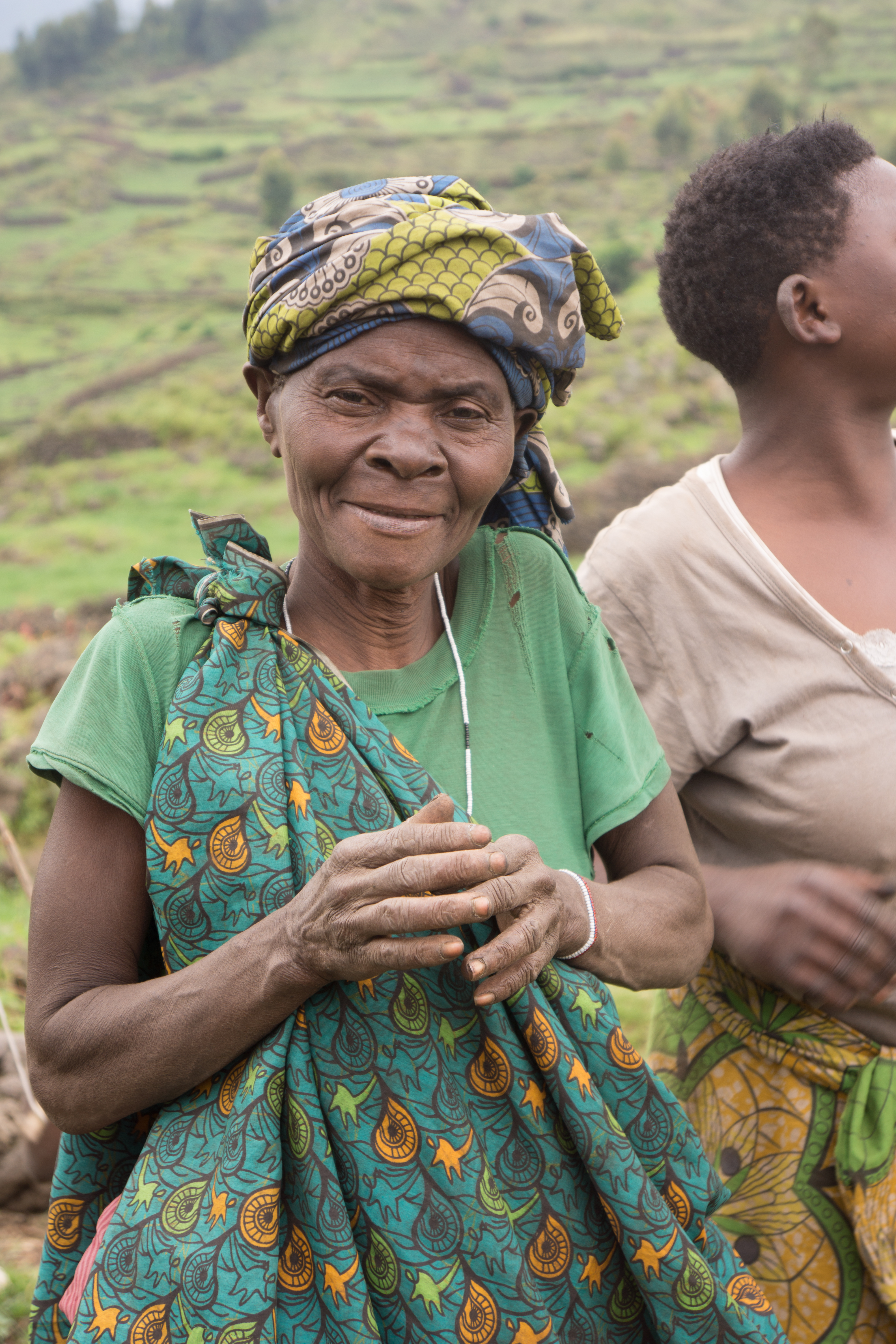
Um mulher da etnia tuá
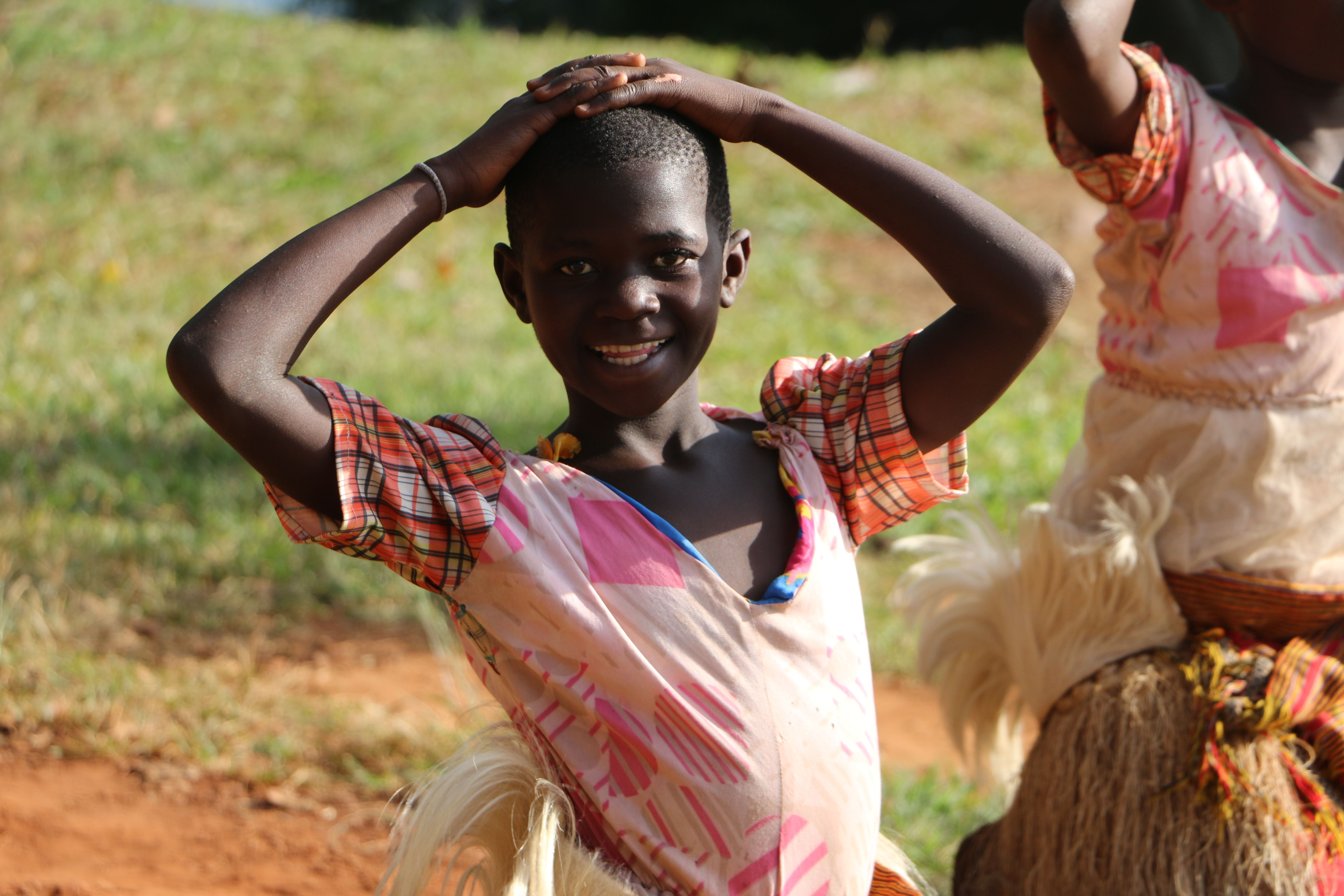
Menina kiga dançando kitagiro